# XtreemOS
XtreemOS es un sistema operativo basado en Linux que soporta organizaciones virtuales sobre plataformas de computación en Grid. El desarrollo de XtreemOS se realiza como proyecto integrado de la CE dentro del Sexto Programa Marco (FP6). El proyecto comenzó en junio de 2006 y tiene una duración de cuatro años. El proyecto es liderado por INRIA e involucra a 19 socios de Europa y China, tanto del ámbito industrial como investigador.
El sistema operativo XtreemOS se propone integrar distintos tipos de dispositivos, desde terminales móviles hasta grandes clusters, dentro de una única plataforma de computación. XtreemOS dispone de tres versiones, también llamadas sabores: la versión clúster de una única imagen de sistema, la versión PC y la versión para terminales móviles, todas ellas basadas en Linux. La arquitectura software general de XtreemOS se articula en dos capas principales. La primera es la capa F (XtreemOS-F) que da soporte a la plataforma de manera local y es específica al dispositivo. En un nivel superior se encuentra la capa G (XtreemOS-G), que se encarga de los servicios Grid e integra a los distintos dispositivos en una única plataforma de computación.
XtreemOS aborda el reto de desarrollar la primera plataforma de computación fiable y de código abierto, mediante el soporte seguro y escalable de organizaciones virtuales, que permite la federación de recursos. Además del desarrollo de esta plataforma, el objetivo del proyecto es también el de impulsarla a través de la comunidad de desarrolladores, que podrán encargarse de explotar las extensiones a Linux proporcionadas por XtreemOS, así como de mantenerlas. Esto motiva muchas de las decisiones de diseño adoptadas en el proyecto, que pretenden facilitar la interacción con la comunidad de código abierto así como la adopción de las mejores prácticas.
Proporcionar facilidad de uso y de administración, así como fiabilidad, comparables a la de un sistema operativo común, y al mismo tiempo ser una plataforma ubicua y heterogénea de alta escalabilidad y rendimiento, son los principales retos de XtreemOS.  Todo ello dirigido hacia la necesidad de desarrollar una plataforma de computación de referencia y de código abierto para la Internet del Futuro.